# Zahodna Virginija
Zahódna Virgínija (angleško West Virginia) je celinska zvezna država ZDA, ki leži na vzhodu države. Na severu meji na Pensilvanijo, na severovzhodu na Maryland, na jugovzhodu na Virginijo, na jugozahodu na Kentucky in na severozahodu na Ohio. Je ena manjših ameriških zveznih držav, 10. najmanjša po površini in s približno 1,8 prebivalcev 12. najmanjša po naseljenosti. Glavno in največje mesto je Charleston.
Leži v Apalačih, zaradi česar ima vzdevek »gorata država«. Zahodna Virginija je nastala med Ameriško državljansko vojno z odcepitvijo od konfederacijske Virginije in bila ena od ključnih mejnih držav, ki so nastopile proti suženjstvu. Med industrijsko revolucijo je postala znana po delavskem organiziranju in rudarstvu ter gozdarstvu. V zadnjih desetletjih je kljub temu politično trdno na republikanski strani.